# Miejsca pamięci w Bełchatowie
Miejsca pamięci w Bełchatowie – miejsca pamięci związane z historią miasta, Polski oraz świata.

## Pomnik przy parafii św. Stanisława w Bełchatowie

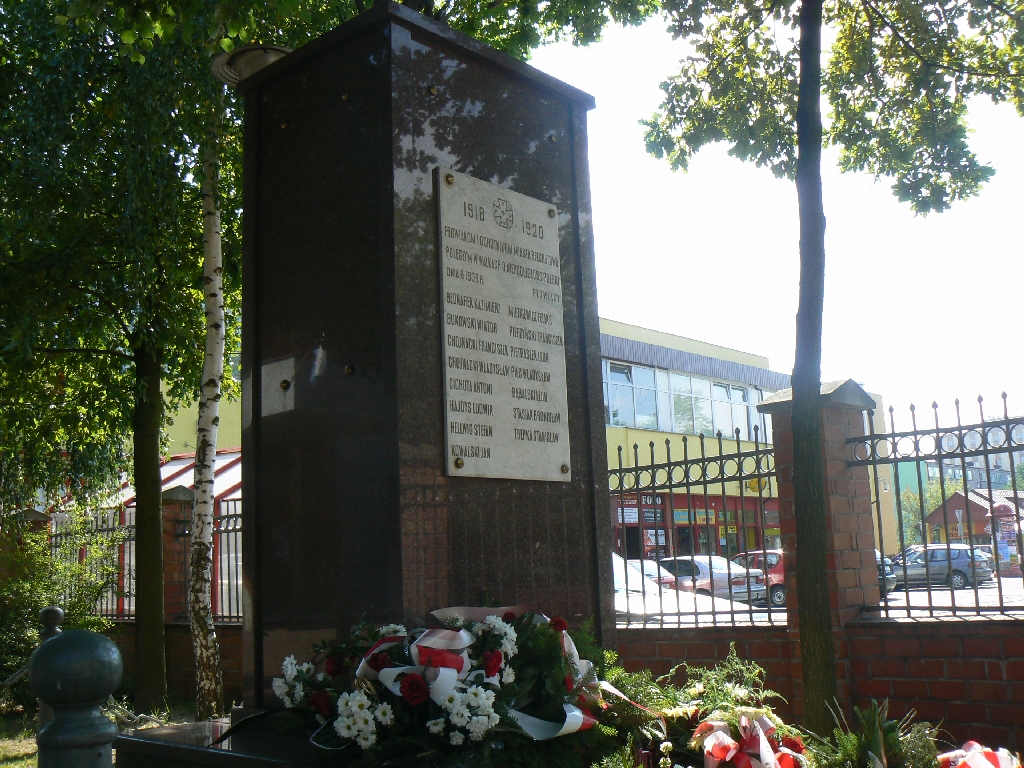
Pomnik przy parafii św. Stanisława Biskupa i Męczennika

Tablica znajdująca się na pomniku została odsłonięta po raz pierwszy 2 listopada 1938 roku na placu Józefa Piłsudskiego (do 1935 roku plac ten nazywany był Nowym Rynkiem, obecnie jest to Plac Wolności). Podczas II wojny światowej była ukrywana. Dopiero w 1988 roku została umieszczona na pomniku przy ówczesnej kaplicy pod wezwaniem św. Stanisława Biskupa i Męczennika przy ulicy gen. Ludwika Czyżewskiego (od 1991 jest to kościół parafialny).
Napis na tablicy pamiątkowej:
Peowiakom i ochotnikom miasta Bełchatowa poległym w walkach o niepodległość Polski. 
Peowiacy.
2 listopada 1938
Znajduje się na niej również lista poległych:
- Bednarek Kazimierz
- Bukowski Wiktor
- Chojnacki Franciszek
- Chojnacki Władysław
- Cichuta Antoni
- Hajdys Ludwik
- Hellwig Stefan
- Kowalski Jan
- Mietkiewicz Feliks
- Pierzyński Franciszek
- Pietraszek Leon
- Pilc Władysław
- Rąbalski Leon
- Stasiak Bronisław
- Trepka Stanisław

## Grób Stefana i Nelly Hellwigów w Parku Olszewskich

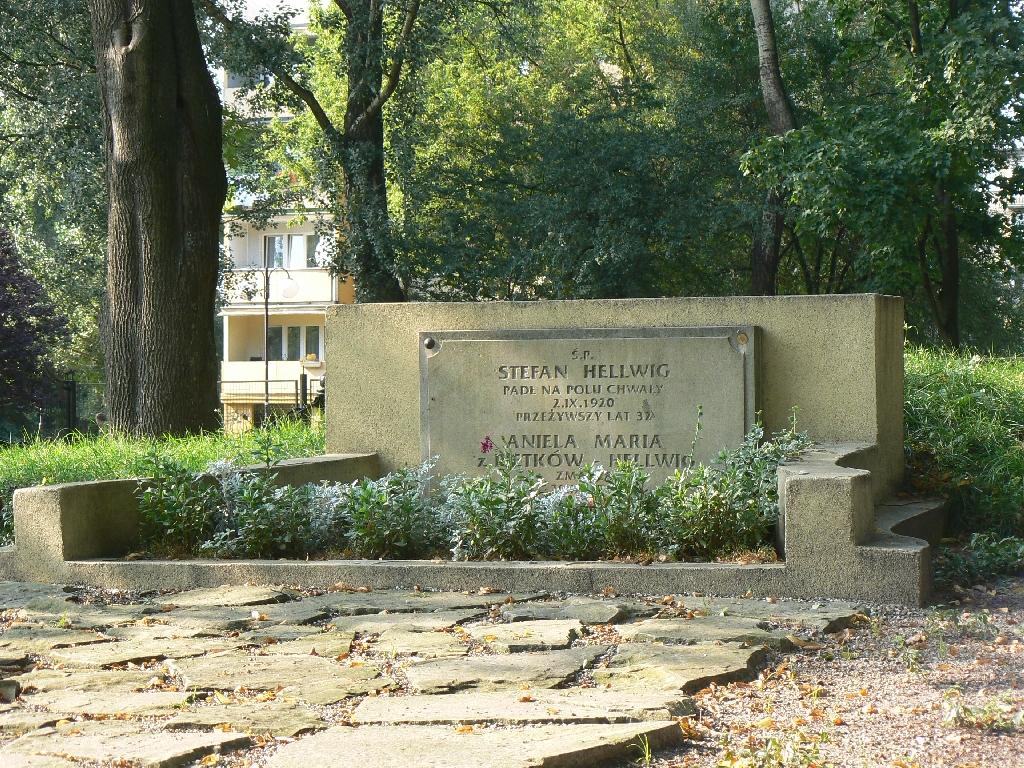
Grób Stefana i Nelly Hellwigów w Parku Olszewskich

Grób Stefana Hellwiga (uczestnika walk polsko-bolszewickich z 1920 roku, który zginął na polu walki w miejscowości Trzeszczany pod Hrubieszowem 2 września 1920 roku) oraz jego żony Nelly Hellwig, która jako wolontariuszka pomagała rannym żołnierzom. Po śmierci męża Nelly udała się na front w celu odszukania jego ciała. Po przewiezieniu ciała męża do stolicy popełniła samobójstwo (20 września 1920 roku). Małżonkowie zostali pochowani w parku przy dworku Olszewskich w miejscu "Świątyni dumania", dawnym miejscu spotkań kochanków.

## Pomnik strażaków z Ochotniczej Straży Pożarnej

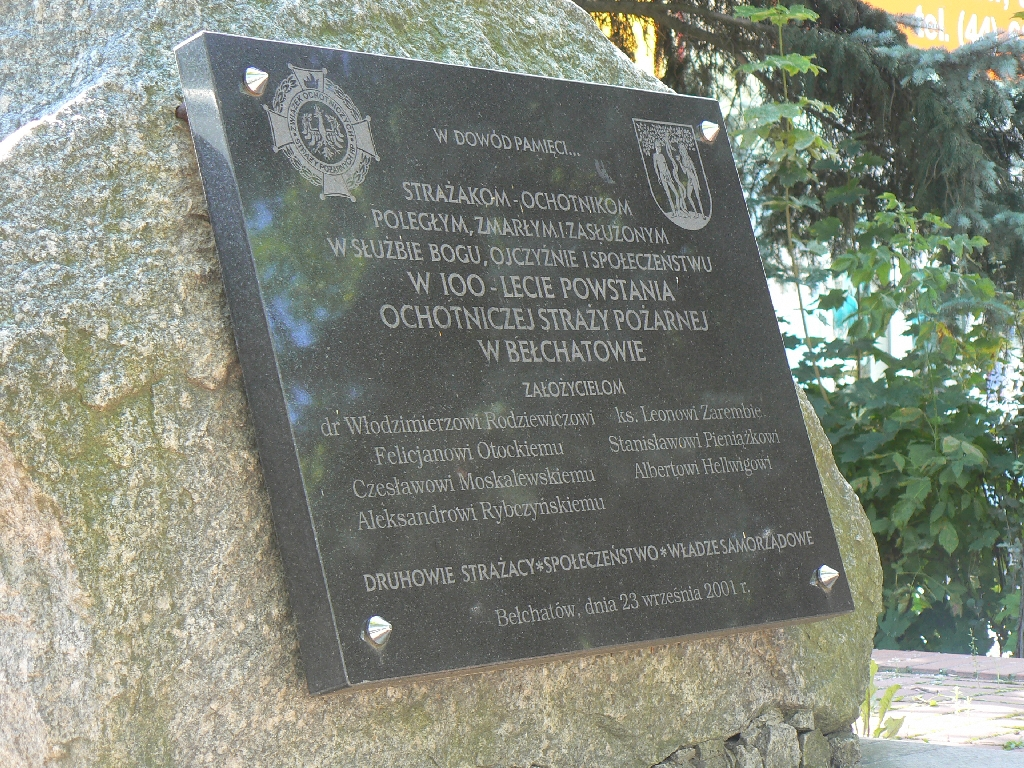
Pomnik upamiętniający strażaków z OSP w Bełchatowie oraz założycieli bełchatowskiej straży pożarnej

Pomnik odsłonięty został 23 września 2001 roku na placu Narutowicza, przy starym budynku Ochotniczej Straży Pożarnej w Bełchatowie (aktualnie Ochotnicza Straż Bełchatowska dysponuje również nowym budynkiem przy ul. Bawełnianej 18).
Pomnik poświęcony jest Strażakom – ochotnikom poległym, zmarłym i zasłużonym w służbie Bogu, ojczyźnie i społeczeństwu w 100-lecie powstania ochotniczej straży pożarnej w Bełchatowie oraz założycielom bełchatowskiej straży pożarnej:
- dr. Włodzimierzowi Radziewiczowi
- Felicjanowi Otockiemu
- Czesławowi Moskalewskiemu
- Aleksandrowi Rybczyńskiego
- ks. Leonowi Zarembie
- Stanisławowi Pieniążkowi
- Albertowi Hellwigowi

## Pomnik "Pamięci Bełchatowian"

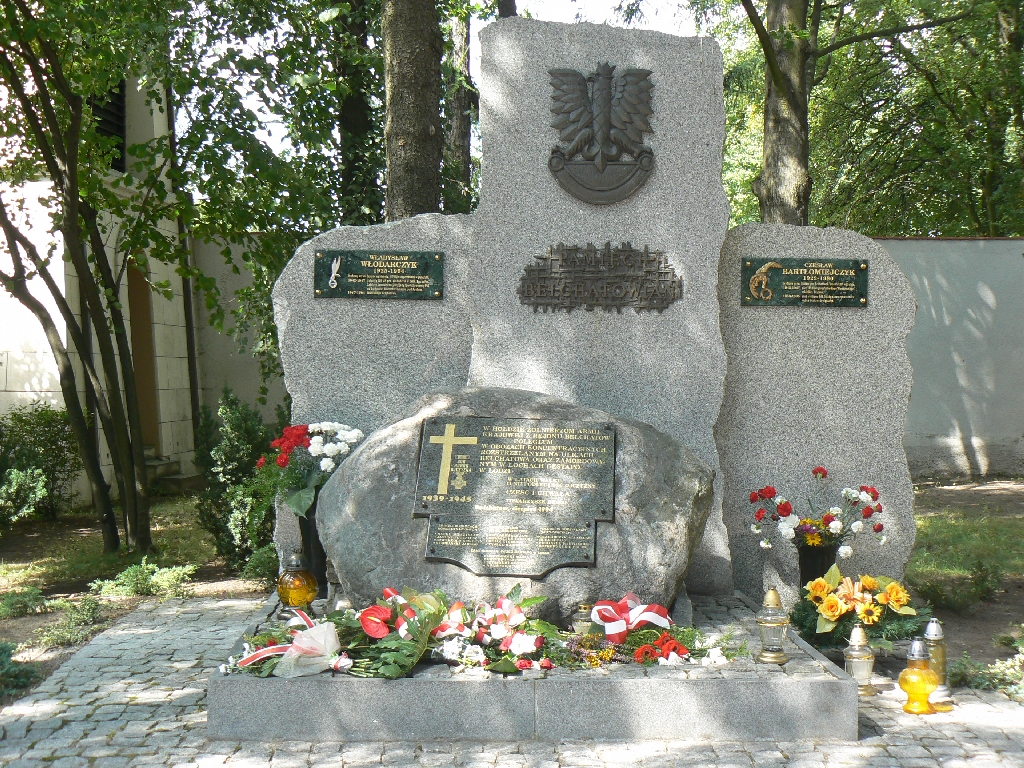
Pomnik 'Pamięci Bełchatowian' przy parafii pw. NNMP w Bełchatowie

Pomnik "Pamięci Bełchatowian" znajduje się przy parafii Narodzenia Najświętszej Maryi Panny (przy ul. Kościuszki w centrum miasta. Upamiętnia on ludzi związanych z Bełchatowem, którzy walczyli w obronie Polski. Na pomniku znajdują się trzy tablice:
1.
Władysław Włodarczyk (1925–1944). Urodzony we wsi Oszczów na Wołyniu. W 1940 w głąb ZSRR.
- 1942–1947 – żołnierz 7DP AP gen. W Andersa w ZSRR. Żołnierz Samodzielnej Brygady Spadochronowej Polskich Sił Zbrojnych na Zachodzie. Uczestnik desantu pod Arnhem.
- 1947–1994 – mieszkaniec Bełchatowa.

2.
1939–1945 Tablica: "W hołdzie żołnierzom Armii Krajowej z rejonu Bełchatów poległym w obozach koncentracyjnych, rozstrzelanym na ulicach Bełchatowa oraz zamordowanym w lochach Gestapo w Łodzi w latach walki o niepodległość ojczyzny. Cześć i chwała. Towarzysze broni. Bełchatów sierpień 1994
Zginęli w obozach koncentracyjnych:
- Mycke Mieczysław
- Janusz Eugeniusz
- Szwerkold Seweryn
- Szabrańska Jadwiga

Rozstrzelani na ulicach Bełchatowa
- Szelagowski Jan
- Kowalczyk Tadeusz
- Kulik Zygmunt
- Tyszke Kazimierz

Polegli w oddziałach partyzanckich:
- Grabarczyk Stanisław
- Buca Lucjan
- Pieniążek Bartłomiej
- Koprowski Bolesław

Zamordowani przez Gestapo w Łodzi:
- Grzyboski Marian
- Grzybowski Czesław
- Sztajnert Konstanty
- Adamowicz Tadeusz

3.
Czesław Bartłomiejczyk (1922–1980)
Urodzony we wsi Binków gmina Bełchatów (teren dzisiejszego osiedla Binków
- 1942-1947 – pilot 316. Dywizjonu Myśliwskiego "Warszawskiego" w Wielkiej Brytanii
- 1950–1965 pilot wojskowy RAF. Służbę zakończył w randze majora lotnictwa brytyjskiego.

## Budynek dawnego Arbeitsamtu

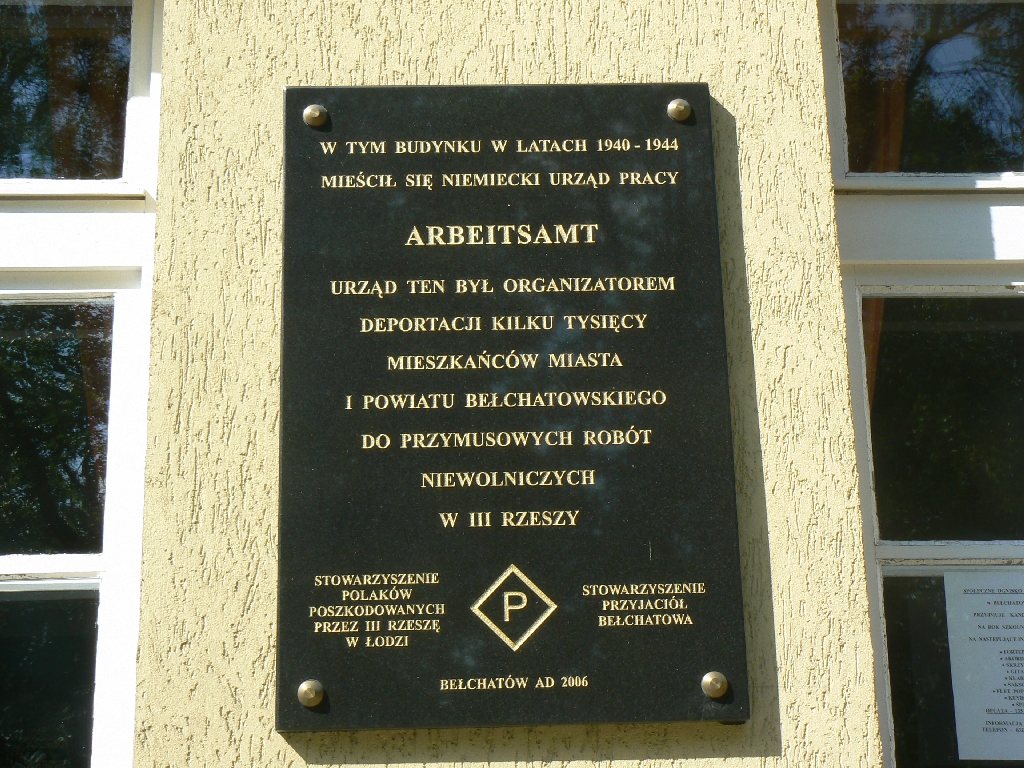
Tablica informacyjna na budynku dawnego nazistowskiego urzędu pracy w Bełchatowie

Budynek dawnego niemieckiego urzędu pracy (Arbeitsamt), w którym zajmowano się organizacją deportacji mieszkańców Bełchatowa i osób z najbliższych okolic z terenu powiatu bełchatowskiego, wywożonych jako robotników do pracy przymusowej na teren III Rzeszy w czasie II wojny światowej.
Na tablicy ufundowanej w 2006 roku dzięki staraniom Stowarzyszenia Polaków Poszkodowanych przez III Rzeszę (oddziału łódzkiego) oraz Stowarzyszenia Przyjaciół Bełchatowa umieszczonej na budynku Szkoły Muzycznej znajduje się napis:
W tym budynku w latach 1940-1944 mieścił się niemiecki urząd pracy Arbeitsamt. Urząd ten był organizatorem deportacji kilku tysięcy mieszkańców miasta i powiatu bełchatowskiego do przymusowych robót niewolniczych w III Rzeszy
Dzisiejszy adres budynku to plac Wolności 20. Mieści się w nim Państwowa Szkoła Muzyczna I Stopnia oraz Społeczne Ognisko Muzyczne.

## Budynek aresztu Gestapo i żandarmerii hitlerowskiej

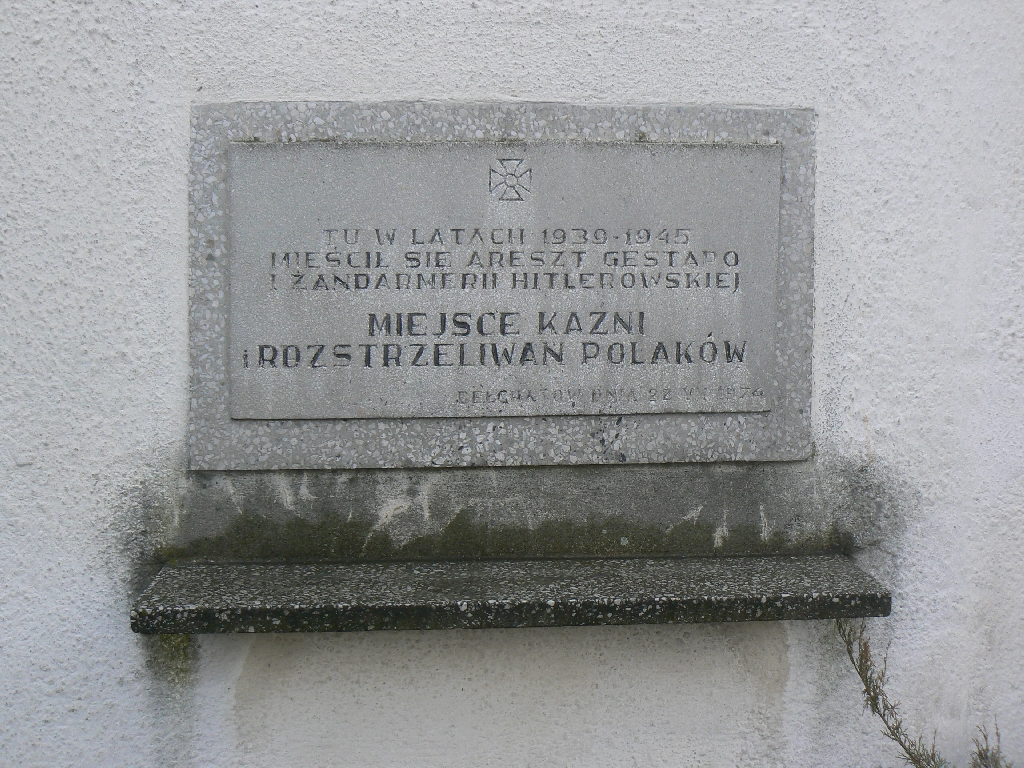
Tablica pamiątkowa na budynku aresztu

Budynek ten mieści się aktualnie przy ulicy Okrzei 49. W latach 1939–1945 był on siedzibą żandarmerii hitlerowskiej w Bełchatowie oraz mieścił się w nim areszt Gestapo.
22 lipca 1974 na budynku została umieszczona tablica z napisem:
Tu w latach 1939-1945 mieścił się areszt gestapo i żandarmerii wojskowej. Miejsce kaźni i rozstrzeliwań Polaków.
Obecnie mieści się tam siedziba Państwowego Powiatowego Inspektoratu Sanitarnego, Powiatowa Stacja Sanitarno–Epidemiologiczna oraz Łódzki Ośrodek Doradztwa Rolniczego z siedzibą w Bratoszewicach (rejon Bełchatów).

## Pomnik Adama Mickiewicza

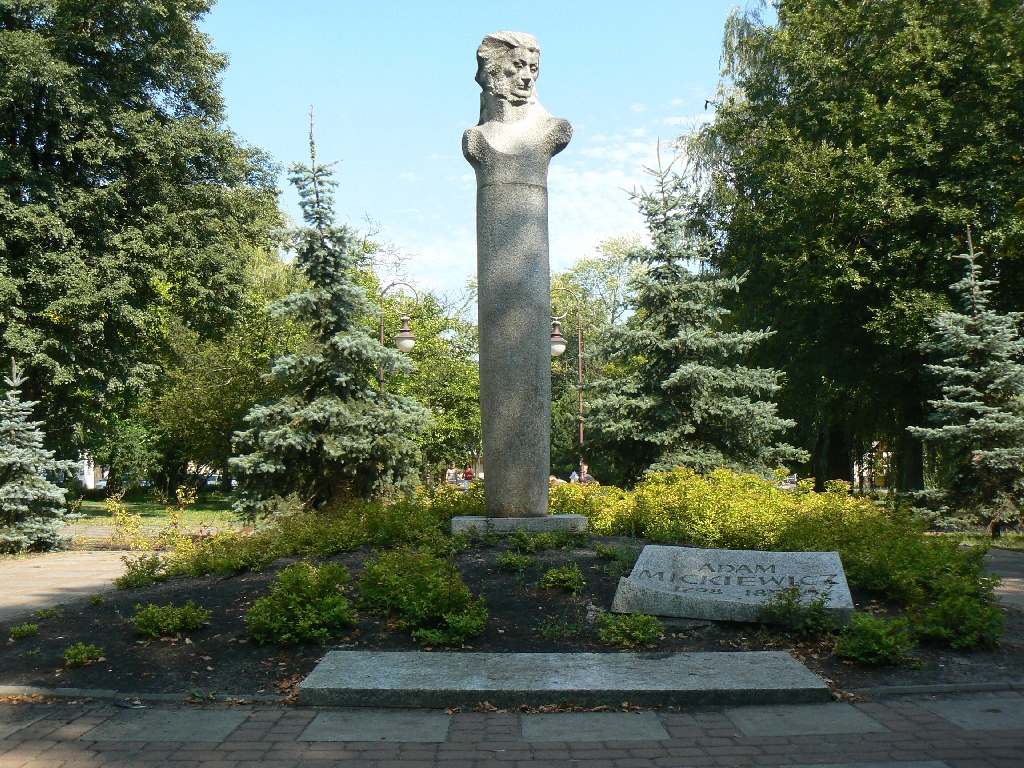
Popiersie Adama Mickiewicza w Bełchatowie

W roku 1955 – w setną rocznicę śmierci Adama Mickiewicza – na dawnym postumencie pomnika upamiętniającego żołnierzy Polskiej Organizacji Wojskowej oraz walczących o niepodległość ojczyzny wbudowano tablicę poświęconą poecie. W latach 80. postument zburzono. Popiersie Mickiewicza, stojące na cokole w parku miejskim na Placu Wolności, postawiono w 1988 roku (w 70. rocznicę odzyskania przez Polskę niepodległości).

## Miejsce zamordowania żołnierzy AK

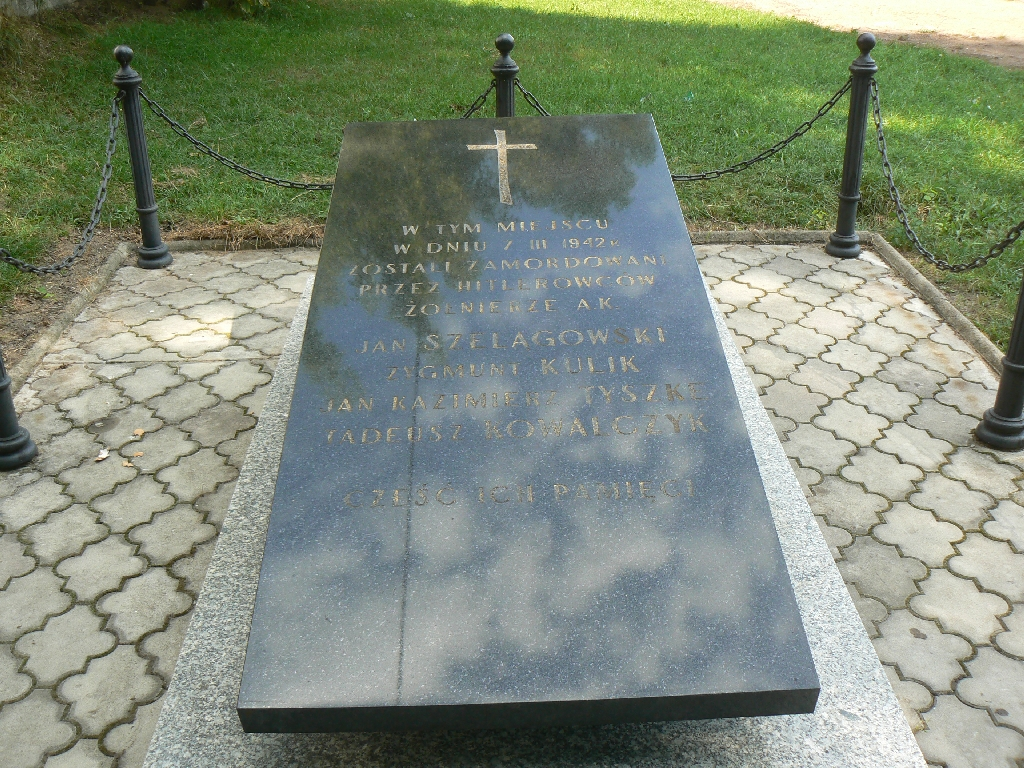
Płyta pamiątkowa

Płyta pamiątkowa upamiętniająca zamordowanie przez hitlerowców 7 marca 1942 roku czterech żołnierzy Armii Krajowej:
- Jana Szelągowskiego
- Zygmunta Kulika
- Jana Kazimierza Tyszki
- Tadeusza Kowalczyka

Aktualnie znajduje się na terenie boiska szkolnego I Liceum Ogólnokształcącego im. Władysława Broniewskiego.

## Symboliczny grób powstańców

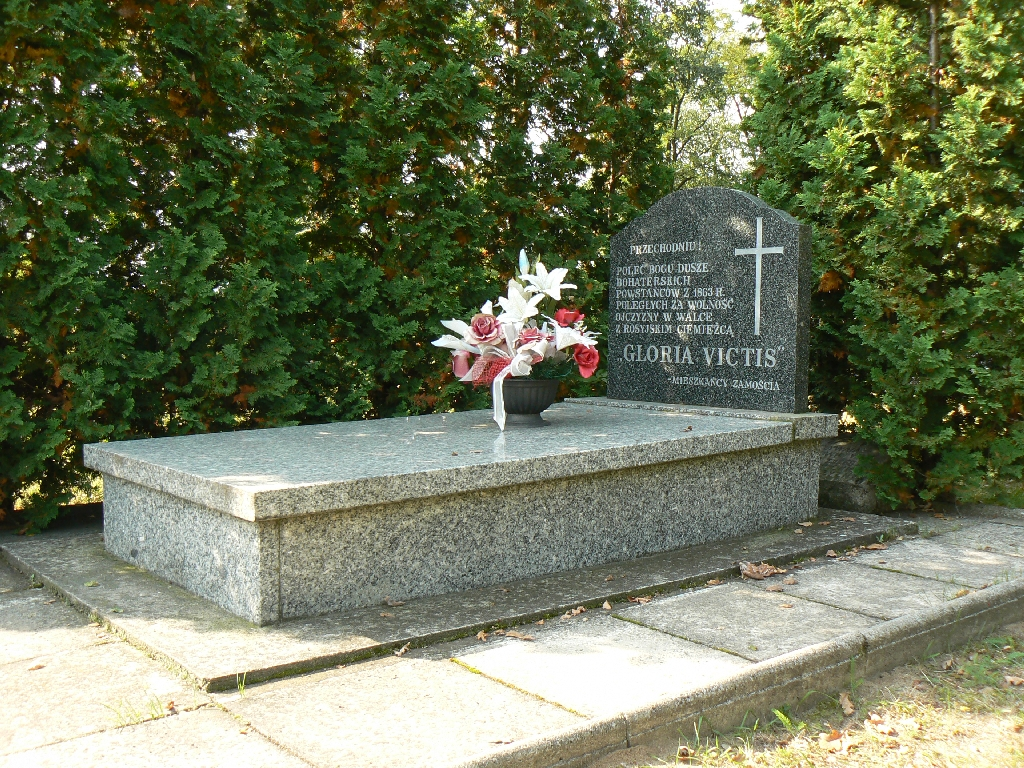
Symboliczny grób powstańców z 1863 roku

Symboliczny grób powstańców, którzy zginęli podczas powstania styczniowego w okolicach Bełchatowa. Znajduje się on na rzymskokatolickim cmentarzu parafialnym kościoła pw. Wszystkich Świętych w Grocholicach.
Napis na tablicy:
Przechodniu!
Poleć Bogu dusze bohaterskich powstańców z 1863 r. poległych za wolność ojczyzny w walce z rosyjskim ciemiężcą.
Gloria victis
Mieszkańcy Zamościa